# دایکی نیوا
دایکی نیوا (ژاپنی: 丹羽 大輝؛ زادهٔ ۱۶ ژانویهٔ ۱۹۸۶) یک بازیکن فوتبال اهل ژاپن است. وی در تیم ملی فوتبال ژاپن بازی کرده است.